# Sambosar Raya
Sambosar Raya is een bestuurslaag in het regentschap Simalungun van de provincie Noord-Sumatra, Indonesië. Sambosar Raya telt 1922 inwoners (volkstelling 2010).